# Villeado di Brema
Villeado, Willehad in tedesco (Northumbria, 735 / 744 – Blexen, 8 novembre 789), è stato un vescovo britannico, missionario dapprima in Frisia, quindi presso i sassoni. Fu il primo vescovo di Brema.
Il suo nome significava "il volitivo combattente".

## Biografia

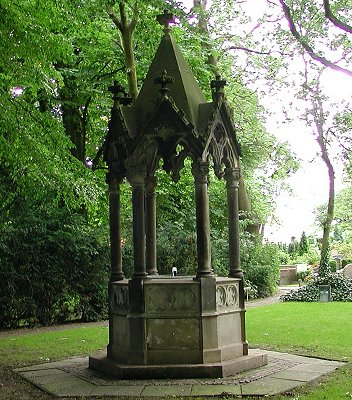
La Fontana di Villeado presso la chiesa di Sant'Ippolito a Blexen

Inglese di nascita, divenne sacerdote in patria ma decise di dedicarsi alla missione di convertire i pagani sul continente. Nel 772 si recò quindi in Frisia nella zona di Dokkum. Qui scampò per poco alla morte e dovette andarsene; si recò quindi a predicare nella zona della Drenthe, ma anche da questo territorio dovette andarsene dopo essere stato assalito e ferito seriamente da numerosi pagani. Dal 780 andò in missione, dietro richiesta di Carlo Magno nella zona del Basso Weser (Unterweser), ma a seguito di una rivolta dei Sassoni nel 782 dovette fuggire anche da quella zona.
Recatosi in pellegrinaggio a Roma, trascorse poi due anni nell'abbazia di Echternach. Dopo il battesimo del capo sassone Vitichindo, avvenuto nel 785, Villeado tornò al suo primitivo territorio di missione, assumendo Brema come base per i suoi spostamenti. Il 13 luglio 787 venne consacrato vescovo. Sul modello del sistema ecclesiastico della Northumbria, egli fece condurre l'attività pastorale a giovani preti. Le istituzioni ecclesiastiche allora nella zona compresa fra l'Elba e il Weser erano rare. Fu lui a fondare la diocesi di Brema.
Il giorno di Ognissanti del 789 egli consacrò il primo duomo di Brema, allora ancora costruito in legno. Una settimana dopo morì a Blexen di una violenta febbre. Dapprima la sua salma venne inumata in una cappella mortuaria. Successivamente venne eretta un'apposita chiesetta per ospitare i suoi resti. Nell'860 l'arcivescovo Angario li fece traslare nel duomo.

## Culto
Egli venne poi dichiarato santo ed i suoi resti furono venerati come reliquie.
Ai tempi della riforma protestante tuttavia esse andarono perdute con la sola eccezione di un reliquiario a "noce di cocco", che fu trasferito nel tesoro della Cattedrale di Münster.

## Note

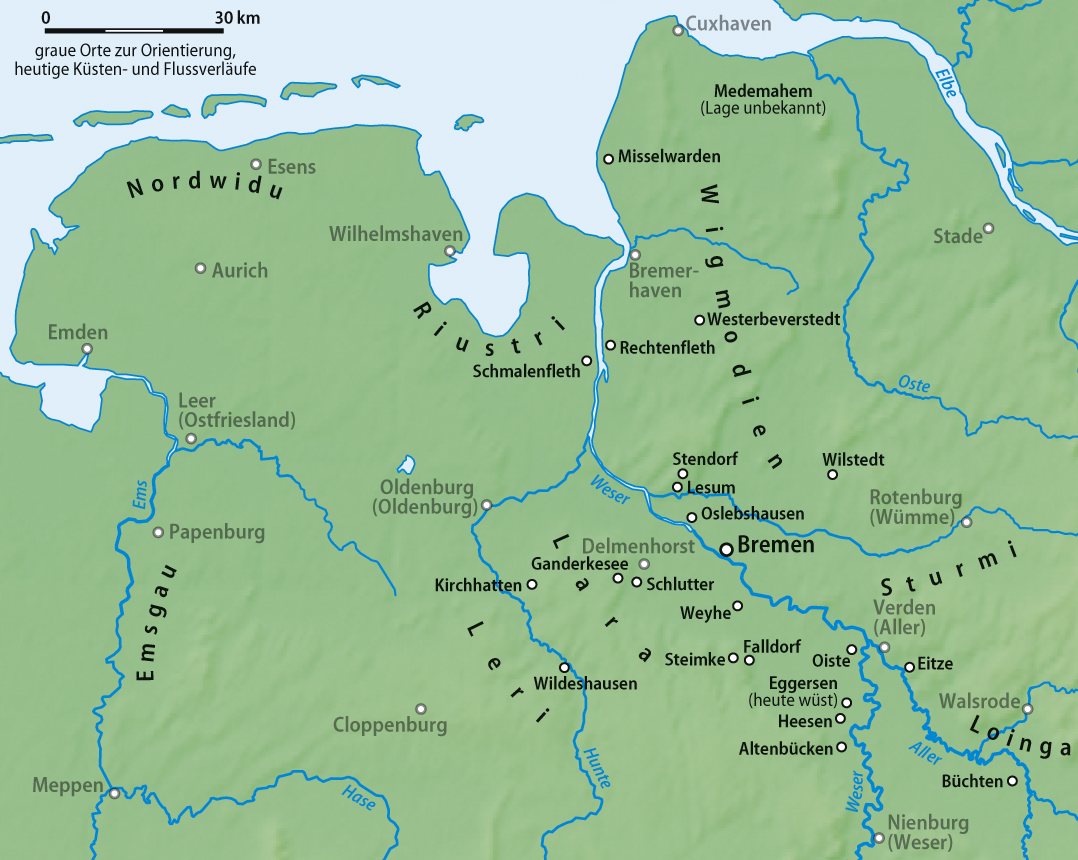
Località ove si sarebbero verificati eventi miracolosi a seguito di pellegrinaggi compiuti sulla tomba di san Villeado